# کرفس (درگزین)
کرفس، شهری در بخش شاهنجرین شهرستان درگزین در استان همدان ایران است.
این روستا در تاریخ ۱ بهمن ۱۳۹۶ به شهر تبدیل شد.

## موقعیت
ارتفاع متوسط منطقه كرفس از سطح دریا ۱۸۹۵ متر می باشد كه اراضی اراضی كرفس در بین ارتفاعات محصور شده اند وشامل كوههای سه برادران در شمال غرب _پاشالو در غرب_قرح قیز در شمال شرقی می باشد. فاصله كرفس از شهر رزن ۳۶كیلومتر و تا شهرستان همدان ۱۲۰ كیلومتر است وفاصله ابن روستا از مركز بخش –قروه درجزین- ۲۲كیلومترو راه ارتباطی تا كرفس اسفالت است . روستای كرفس در پای تپه ای بنام كوهنه قالا (كهنه قلعه) قرار گرفته است و روستا كوهپایه ای وبه صورت مجتمع میباشد

## آب و هوا
این منطقه جزء مناطق سرد است که دارای زمستان های سرد و تابستان های ملایم می باشد . طبق آمار های ده ساله ایستگاه هواشناسی پایگاه نوژه همدان (1975_1985) معتدل حداکثر گرما در تیر ماه 1/35 معدل حداقل گرما 2/10 درجه ومتوسط حرارت سالیانه 5/10 درجه  سانتی گراد است.حداکثر میزان رطوبت نسبی در ساعت 5/12 در دی ماه %2/72 و حداقل ان %1/18 اندازه گیری شده است .متوسط بارندگی سالیانه امار فوق mm4/723 است که اکثر آ‌ن مربوط به فصل زمستان و بهار است . و روز های خشک 145 روز گزارش شده است

## کشاورزی و دامداری
شغل اكثر مردم این شهر کشاورزی و دامداری است. از جمله محصولات مهم این شهر می‌توان به گندم جو و سیب زمینی اشاره كرد. از جمله ویژگی‌های این شهر داشتن زمین‌های حاصلخیز فراوان است كه هر ساله محصولات فراوانی را تولید می‌كند و یكی از مهم‌ترین بخش‌های تولیدی كشاورزی است.

## جمعیت
بر پایه سرشماری عمومی نفوس و مسکن در سال ۱۳۹۵، جمعیت شهر کرفس برابر با ۴٬۱۵۵ نفر (۱٬۲۵۰ خانوار) است.